# Nieruchomość mieszkalna
Nieruchomość mieszkalna – lokal mieszkalny zajmowany przez właściciela lub najemcę tego lokalu.